# Неа Йония (Тесалия)
Неа Йония (на гръцки: Νέα Ιωνία, в превод Нова Йония) е град в Магнезия, Тесалия, Гърция, част от дем Волос. Според преброяването на населението от 2011 година населението е изчислено на 33,000 жители. Земната му площ е 63,314 км². Иметото идва от бежанците от западна Анатолия, които се установяват в областта след Гръцко-Турската война (1919-1922). Намира се в часова зона UTC+2. Пощенският му код е 3844x, телефонния 24210, а МПС кода е ΒΟ.

## Забележителности
- Panthessaliko Stadium, Athens 2004 venue
- Museum of Greek Resistance, ул. Christou Louli. 33A